# Christian Lente
Christian Lente (ur. 22 maja 1912 w Boves, zm. 21 lutego 1990 w Paryżu) – francuski kolarz torowy i szosowy, brązowy medalista torowych mistrzostw świata.

## Kariera
Największy sukces w karierze Christian Lente osiągnął w 1934 roku, kiedy zdobył brązowy medal w sprincie indywidualnym amatorów podczas torowych mistrzostw świata w Lipsku. W zawodach tych wyprzedzili go jedynie Włoch Benedetto Pola oraz Holender Arie van Vliet. Ponadto zdobył dwa medale torowych mistrzostw Francji, w tym złoty w sprincie indywidualnym w 1935 roku. Startował również w wyścigach szosowych, ale bez większych sukcesów. Nigdy nie wystąpił na igrzyskach olimpijskich.